# Галицькі судноплавні канали
Галицькі судноплавні канали — система судноплавних каналів, які входили у проєкт будівництва системи водних шляхів, що зʼєднували Балтику з Чорним морем. 
Основні проектні та підготовчі роботи велись урядами Австро-Угорщини, Республіки Польща, та Румунією з 1901 і до початку Другої світової війни. 
Передбачалося будівництво трьох основних ділянок:
1. Каналізація річки Вишня ділянка ріка Сан - ріка Дністер. На тепер існує частково, але не є судноплавним
2. Штучний судноплавний канал місто Львів(Судова Вишня) - місто Броди частиною якого повинен був стати порт Львів.
3. Каналізація річки Дністер на ділянці від витоку річки Вишня до міста Галич

Також розглядався варіант будівництва штучного каналу від міста Перемишль (р. Сан) до міста Судова Вишня (р.Вишня)